# クラウス・ツェーライン
クラウス・ツェーライン（Klaus Zehelein、1940年9月5日フランクフルト・アム・マイン -　）は、ドイツのドラマトゥルクである。バイエルン演劇アカデミー学長、ドイツ舞台協会会長。1991年から2006年までの15年間、シュトゥットガルト州立歌劇場の支配人を務めた。批評家のゲルハルト・ローデは、ツェーラインのシュトゥットガルトでの仕事を総括して、「ツェーラインはオペラをculinary phenomenonとはみなしていない。彼にとってのオペラとは、全ての芸術と、社会的、哲学的、歴史的、ユートピア的、その他様々な側面が非常に複雑に融合しているものである。このオペラの複雑性が、認識され、鑑賞され、経験されることにつながっている。そのため、舞台上で演じられた全ての作品は、あらかじめ徹底的に分析されている。このことが薄っぺらく、単に洗練されたオペラ上演に終わったと言う者は、ツェーライン時代のシュトゥットガルトを大きく理解し損なっている。」

## 経歴
フランクフルト大学でマックス・ホルクハイマーやテオドール・アドルノらの指導の下、ドイツ文学、音楽学、哲学を学ぶ。ツェーライン自身は作曲家ではないが、1959年から1966年にかけてダルムシュタット夏季現代音楽講習会に参加、作曲家のルイジ・ノーノやカールハインツ・シュトックハウゼンに出会っており、ツェーラインのその後の仕事には彼らからの影響が見られる。1967年にキールの劇場で活動を始め、その後、オルデンブルク州立劇場のチーフ・ドラマトゥルクとなる。
1977年、フランクフルト歌劇場にチーフ・ドラマトゥルクとして移り、のちにはオペラ監督となって、1987年まで務めた。フランクフルトでは、現実的だが知性に裏付けされたオペラ解釈と演出の技法を開花させた。この時期に演出家のハンス・ノイエンフェルスとフェルッチョ・ブゾーニの《ファウスト博士（Doktor Faust）》や、ノイエンフェルス演出による《アイーダ》（「掃除婦アイーダ」として知られる）を手掛けた。また、東ドイツの演出家ルース・ベルクハウスとデザイナーのアクセル・マンゼイとともに《パルジファル》や《ニーベルングの指環》を手掛けてもいる。1989年にハンブルクへ移り、タリア劇場の芸術監督を務めた。

## シュトゥットガルト時代
1991年、シュトゥットガルト州立歌劇場ドラマトゥローグに就任してオペラの上演30分前に自ら聴衆への解説を生でその都度直に施し、後に主任、オペラ・ディレクター、最後にはインテンダント（支配人）まで上り詰める。初期には「コジ・ファン・トゥッテ」などの演出も務めたが成功はしなかったが、在任中、ドラマトゥロギーとして同歌劇場はドイツの『Opernwelt（オペラの世界）』誌より「オペラ・ハウス・オブ・ザ・イヤー」賞を6回（1994年、1998年、1999年、2000年、2002年、2006年）贈られている。ツェーライン時代の同歌劇場については書籍『Anders, ein Arbeitsbericht』に記録されている。
ツェーラインは1991年から2000年にかけてパメラ・ローゼンベルクをオペラ副監督に、また2001年から2006年にかけてエイタン・ペッセンを配役責任者に採用している。チーフ・ドラマトゥルクはユリアン・フォテラーだった。
アーヒム・フライヤー、ルース・ベルクハウス、マルティン・クシェイ、ニコラス・ブリーガー、クリストフ・ネル、ハンス・ノイエンフェルス、ペーター・コンヴィチュニー、ヨアヒム・シュレーマー、ヨッシ・ヴィーラー、セルジオ・モラビトといった演出家と制作を手掛ける。
ツェーライン時代にシュトゥットガルト州立歌劇場はアンサンブルに重点を置くオペラ・カンパニーとなった。ソプラノのカテリーネ・ナグレシュタットやエファ＝マリア・ウェストブロークが常設アンサンブルのメンバーで、テノールのヨナス・カウフマンは頻繁に客演していた。音楽監督はガブリエレ・フェッロとローター・ツァグロセクが務めた。指揮者ではニコラ・ルイソッティがしばしば起用されている。
15年の在任中、ツェーラインはスタンダード・レパートリーとなっている20世紀のオペラ作品のほとんど、例えばアルバン・ベルクの《ヴォツェック》や《ルル》、ドミトリイ・ショスタコーヴィチの《ムツェンスク郡のマクベス夫人》のほか、知名度の劣る作品、例えばフランツ・シュレーカーの《烙印を押された人々》、ブゾーニの《ファウスト博士》、ノーノの《愛に満ちた偉大な太陽に向かって》や《不寛容》なども採り上げた。この作品は多くのシーズンで上演され、計29公演におよんだ。その他、ツェーラインはヘルムート・ラッヘンマン、ユンギ・パックパーン、サルヴァドーレ・シャリーノ、アドリアーナ・ヘルツキー、ハンス・ツェンダー、ロルフ・リームらの作品にも取り組んでいる。
ツェーラインはモーツァルトの「後宮からの誘拐」を歌手と役者のダブルキャストを同時に上演させたり、ワーグナーの《指環》4部作に関して、それぞれの作品は長い月日をかけ、戯作上の手法を変えながら書かれたので、各作品は独立した作品として扱えると主張してきた。ツェーラインは《指環》上演にあたり、4人の演出家を起用することで各作品に独立性を与えている。この「シュトゥットガルト・リング」は大きな議論を招き、同時にシュトゥットガルト州立歌劇場に注目が集まるきっかけとなった。
ツェーラインはシュトゥットガルト州立歌劇場の附属施設として、フォーラム・ノイエス・ムジークテアターを創設した。評論家のゲルハルト・ローデは次のように述べている。「ここでは新しい作品が単に研究され、紹介されるのではない。より重要なのは、若い作曲家や中堅作曲家が彼らのアイディアを発展させられる研究室だということであり、音楽家、声楽家、舞踊家、そして新しいメディアが、彼らのアイディアを現実のものにしていく。」 ツェーラインはさらに「青年オペラ（Junge Oper）」（若い鑑賞者のためにオペラを上演する施設）も創設している。
ツェーラインの現代作品への関心や新しい演出のコンセプトは、多くのCDやDVDに記録されている。CDでは、ノーノの《不寛容》（1995年録音）と《愛に満ちた偉大な太陽に向かって》（2001年）、ラッヘンマンの《マッチ売りの少女》（2003年）がある。DVDでは、ヘンデルの《アルキーナ》（1999年）、カール・アマデウス・ハルトマンの《シンプリチウス・シンプリチシムスの青年時代》（2005年）、モーツァルトの《偽の女庭師》（2006年）、ワーグナーの《ニーベルングの指環》（2003年）がある。

## 教育活動
ツェーラインはオルデンブルク大学で音楽社会学を教えていた。ミネソタ州立大学、パリの国際哲学コレージュ、ギーセン大学の舞台芸術インスティテュート、そしてウィーン応用美術大学（1986-92年）でも教鞭を執った。2006年以降は、ミュンヘン大学のドラマトゥルギー部門とバイエルン演劇アカデミーを率いている。ツェーラインのドラマトゥルギー思想は、『今日の音楽劇場Musiktheater heute』にまとめられている。

## 近年の活動
2003年5月以降、ツェーラインはドイツ舞台協会会長を務めている。芸術に対する公的資金投入が大規模に削減される時代にあって、彼の政治的、精神的影響力は重要なものとなっている。
2006年8月から、ツェーラインはミュンヘンのプリンツレゲンテン劇場にあるミュンヘン演劇アカデミーの学長も務めている。大学水準のアカデミーで、監督、演技、音楽劇場、声楽、オペラ、メイク、ドラマトゥルギー、劇場・映画・テレビ批評、セット、衣裳デザインに関する学士と修士のコースがある。

## 受賞
ツェーラインは1983年、フランクフルト歌劇場で手掛けた作品によりドイツ評論家賞を受賞した。2001年、バーデン＝ヴュルテンベルク州での作品上演により、同州からバーデン＝ヴュルテンベルク功労勲章を受賞。2006年夏にはドイツ連邦共和国功労勲章の一等功労十字章を授与されている。2007年にはバイエルン芸術アカデミーの会員に選出された。。